# Савицкий, Пётр Иванович
Пётр Иванович Савицкий (25 июля 1936, деревня Кузнецово, Монастырщинский район, Смоленская область — 10 июня 2021, Екатеринбург) — советский и российский правовед, доктор юридических наук, профессор, специалист в сфере конституционного права зарубежных стран, заслуженный юрист Российской Федерации, почётный работник высшего профессионального образования Российской Федерации, обладатель медали Анатолия Кони.

## Биография
Родился 25 июля 1936 года в деревне Кузнецово, располагавшейся на территории Монастырщинского района Смоленской области.
В 1963 году окончил Свердловский юридический институт им. Р. А. Руденко, поступил в аспирантуру этого вуза. В 1966 году окончил аспирантуру и в 1967 году под руководством профессора Б. А. Стародубского защитил кандидатскую диссертацию на тему «Государственный строй Бельгии».
С 1963 года трудился в Уральском государственном юридическом университете. Был заведующим кафедрой, деканом факультета, проректором по учебной работе. В 1980 году защитил докторскую диссертацию на тему «Правительственный аппарат Пятой Республики во Франции». Находился на стажировке в Институте политических наук в г. Париже. П. И. Савицкий перевёл с французского языка на русский и опубликовал текст Конституции Бельгии 1994 года.
Награждён орденом Почёта и медалями.
Скончался 10 июня 2021 года, похоронен на Широкореченском кладбище Екатеринбурга.

## Работы
Пётр Иванович Савицкий является автором более 100 научных работ, включая монографии, учебники и учебные пособия. Среди них:
- Правительственный аппарат Пятой Республики во Франции. — Свердловск, 1979.
- Избранные труды. — Екатеринбург, 2015.